# Лоуренс (округ, Огайо)
Шаблон:StateAbbr_ 38°35′ пн. ш. 82°32′ зх. д. / 38.59° пн. ш. 82.54° зх. д.
Округ  Лоуренс (англ. Lawrence County) — округ (графство) у штаті  Огайо, США. Ідентифікатор округу 39087.

## Історія
Округ утворений 1817 року.

## Демографія
За даними перепису 
2000 року 
загальне населення округу становило 62319 осіб, зокрема міського населення було 32681, а сільського — 29638.
Серед мешканців округу чоловіків було 29899, а жінок — 32420. В окрузі було 24732 домогосподарства, 17809 родин, які мешкали в 27189 будинках.
Середній розмір родини становив 2,96.
Віковий розподіл населення поданий у таблиці:
| Стать    | До 15 років | 15-21 | 22-29 | 30-39 | 40-49 | 50-65 | 65-85 | Понад 85 |
| -------- | ----------- | ----- | ----- | ----- | ----- | ----- | ----- | -------- |
| Чоловіки | 6411        | 2986  | 2840  | 4302  | 4455  | 5226  | 3421  | 258      |
| Жінки    | 6083        | 3023  | 3125  | 4596  | 4695  | 5611  | 4654  | 633      |

## Суміжні округи
- Джексон — північ
- Галлія — північний схід
- Кабелл, Західна Вірджинія — південний схід
- Вейн, Західна Вірджинія — південь
- Бойд, Кентуккі — південний захід
- Ґрінап, Кентуккі — південний захід
- Сайото — північний захід

## Виноски
1. ↑  U.S. Decennial Census. United States Census Bureau. Архів оригіналу за 12 травня 2015. Процитовано 8 лютого 2015.
2. ↑  Historical Census Browser. University of Virginia Library. Архів оригіналу за 11 серпня 2012. Процитовано 8 лютого 2015.
3. ↑  Forstall, Richard L., ред. (27 березня 1995). Population of Counties by Decennial Census: 1900 to 1990. United States Census Bureau. Архів оригіналу за 14 лютого 2015. Процитовано 8 лютого 2015.
4. ↑  Census 2000 PHC-T-4. Ranking Tables for Counties: 1990 and 2000 (PDF). United States Census Bureau. 2 квітня 2001. Архів оригіналу (PDF) за 18 грудня 2014. Процитовано 8 лютого 2015.
5. ↑  State & County QuickFacts. United States Census Bureau. Архів оригіналу за 6 червня 2011. Процитовано 8 лютого 2015.(англ.) Наведено за англійською вікіпедією.
6. ↑  American FactFinder. Бюро перепису населення США. Архів оригіналу за 26 лютого 2012. Процитовано 31 січня 2008.

| США | Це незавершена стаття з географії США. Ви можете допомогти проєкту, виправивши або дописавши її. |